# 駒村俊介
駒村 俊介（こまむら しゅんすけ、1979年5月20日 - ）は、新潟県中頸城郡妙高高原町（現：妙高市）出身のクロスカントリースキー選手。長野県飯山南高等学校（現：飯山高等学校）、近畿大学卒業。長野県の黒姫和漢薬研究所快レーシング所属。
恩田祐一は中学校、高校、大学を通じて1年後輩。

## プロフィール
1998年のノルディックスキージュニア世界選手権で30kmクラシカル6位入賞。
2003年冬季ユニバーシアードでは4種目に出場、30kmフリー9位、10kmクラシカル17位、4×10kmリレー6位、スプリント20位だった。同年の全日本スキー選手権50kmクラシカルで優勝。
2005年ノルディックスキー世界選手権に出場、パシュート43位、スプリント41位、50km22位、リレー14位だった。
NPO法人ワセダクラブ所属時の2006年トリノオリンピック日本代表に選出されパシュート途中棄権、スプリント43位、50km59位。
二度目の世界選手権となった2007年ノルディックスキー世界選手権札幌大会では15kmクラシカル41位、スプリント43位、50kmクラシカル20位、リレー15位。国民体育大会成年B10km優勝。
ワールドカップでは2005年にスプリントとパシュートで1度ずつ20位になったのが自己最高位である。